# Penola

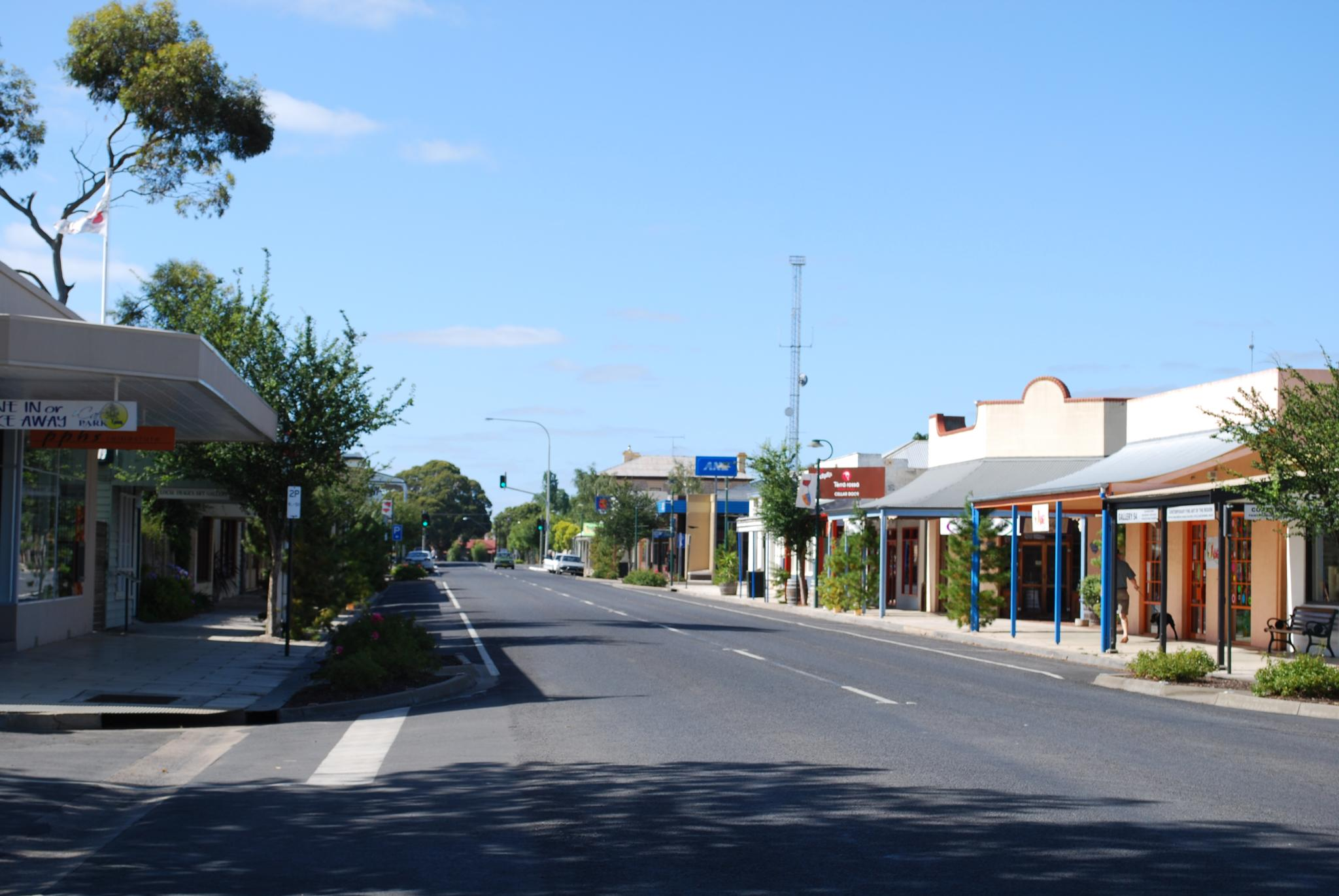
Centrum miasta

Penola – miejscowość w Australii Południowej położona 388 km na wschód od Adelaide. Nazwa miejscowości pochodzi od zniekształconego aborygeńskiego słowa Penaoorla będącego nazwą na duże bagno położone niedaleko miejscowości. Pierwsi biali pionierzy osadzili się w okolicach późniejszego miasta w 1840, a samo miejscowość początkowo nazwana Panoola została założona jako prywatna własność w 1850. Oficjalnie Penola została wpisana na listę miejscowości w Australii Południowej w 1867 pod nazwą Penola North, nazwa została zmieniona na dzisiejszą w 1941.
W mieście i jego okolicach działała Maria MacKillop, pierwsza australijska święta.